# Thierry Breton

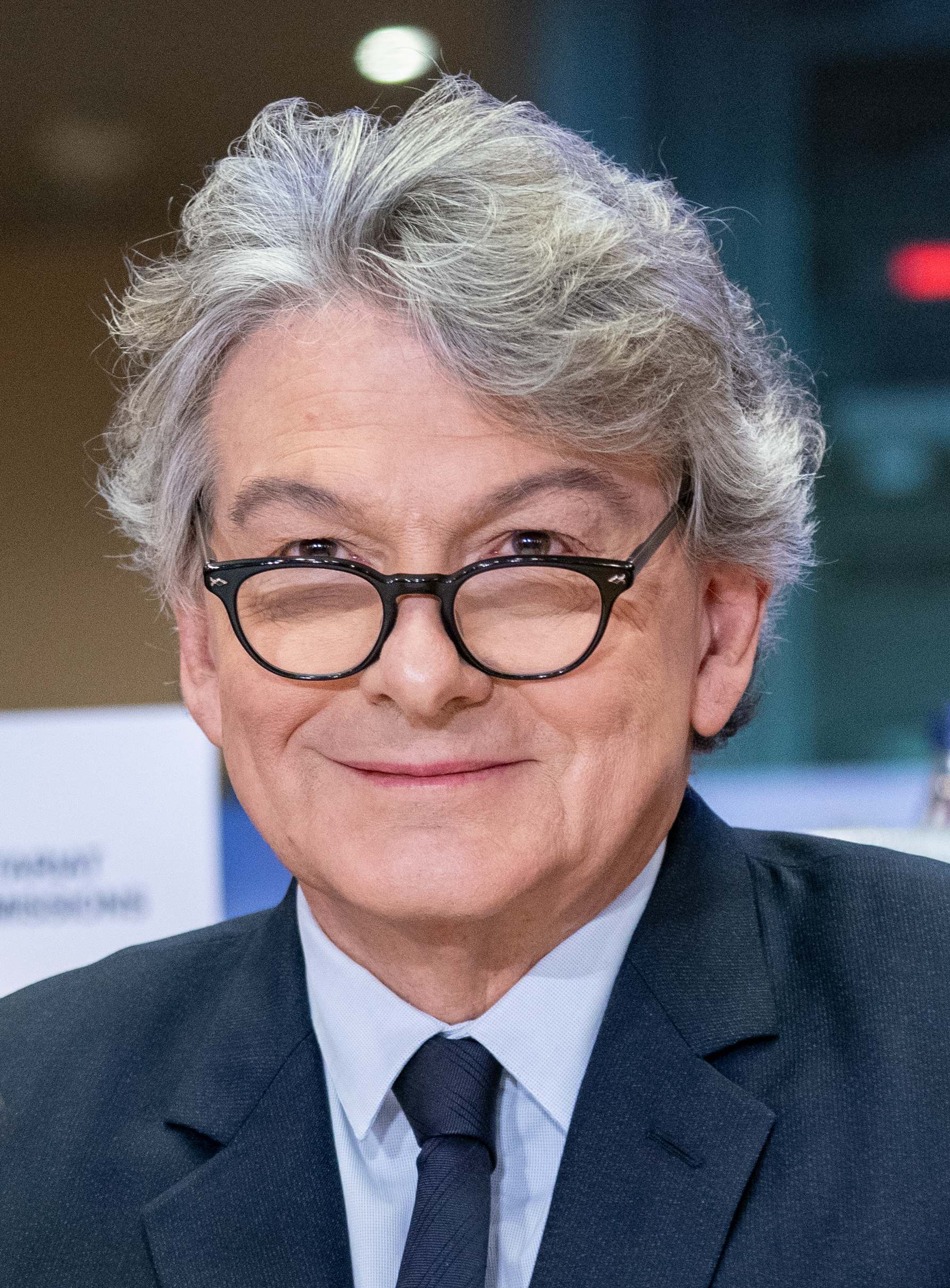
Thierry Breton (2019)

Thierry Breton (* 15. Januar 1955 in Paris) ist ein französischer Manager und Politiker. Von 2005 bis 2007 war er französischer Minister für Wirtschaft, Finanzen und Industrie unter Jacques Chirac und von 2019 bis 2024 EU-Kommissar für Binnenmarkt und Dienstleistungen. Seine Karriere in der Wirtschaft umfasst CEO-Positionen bei Honeywell-Bull, Thomson, France Telekom und Atos. Von 1997 bis 2005 war er Präsident der Technischen Universität Troyes und von 2007 bis 2008 Professor an der Harvard Business School.

## Leben

### Ausbildung und frühe Karriere
Im Jahr 1979 erlangte Thierry Breton einen Master an der Supélec (École Supérieure d‘Éléctricité) in Elektrotechnik und Informatik und ist ein Absolvent des „Institut des hautes études de défense nationale“.
Seine berufliche Karriere begann Thierry Breton 1979 als Lehrer für Informatik und Mathematik am Lycée Français de New York. 1981 gründete er das Software-Unternehmen Forma Systems und war bis 1986 dessen CEO. Im gleichen Jahr wurde er zum Berater des Ministeriums für Bildung und Wissenschaft ernannt und entwarf den Technologiefreizeitpark Futuroscope. Ab 1990 war Thierry Breton drei Jahre lang als Geschäftsführer des internationalen IT-Unternehmens CGI Group tätig.

### Manager
Im Januar 2012 veröffentlichte die Harvard Business Review auf der Basis einer Bewertung der Leistung von 2000 weltweit tätigen CEOs zwischen 1995 und 2009 erstmals die Liste The 100 Best-performing CEOs in the World, in der Thierry Breton an 62. Stelle steht (Harvard Business Review, Januar 2010). Seine Karriere umfasst CEO-Positionen bei Honeywell-Bull, Thomson, France Telekom und Atos. Zudem war er Mitglied im Vorstand bzw. Leitungsgremien verschiedener anderer Unternehmen, unter anderem: AXA, La Poste, Dexia, Rhodia, Schneider Electric, Orange (nicht geschäftsführender Chairman), Bouygues Telecom und Groupe Carrefour.

#### Honeywell Bull
1993 kam er als Leiter für Strategie und Entwicklung zum IT-Unternehmen Bull, wo er anschließend CEO des Konzerns und stellvertretender Vorsitzender wurde. Mit dem Auftrag das marode, staatliche Unternehmen zu sanieren scheiterte er 1997.

#### Thomson
Zwischen 1997 und 2002 war Breton Vorsitzender und CEO von Thomson. Er sanierte das Unternehmen und erlangte Anerkennung für die schnelle Verbesserungen der finanziellen Leistung des Konzerns. Die Marktkapitalisierung des Unternehmens stieg unter seiner Führung von 1 Milliarde FF auf 100 Milliarden FF an. Durch Entscheidung des Verwaltungsrats wurde ihm 2002 der Titel Ehrenvorsitzender von Thomson verliehen.

#### France Telecom
Zwischen 2002 und 2005 war Breton Vorsitzender und Chief Executive Officer von France Telecom mit jährlichen Bezügen von 1,3 Millionen Euro. Er sanierte das Unternehmen und reduzierte dessen hohe Verschuldung von 70 Milliarden auf 32 Milliarden Euro. Durch Entscheidung des Verwaltungsrats wurde ihm 2005 der Titel Ehrenvorsitzender von France Telecom verliehen.

#### Atos
Im November 2008 übernahm Thierry Breton die Position als Chairman und CEO von Atos Origin. Im Juli 2011 steuerte er die Übernahme der deutschen Siemens IT Solutions and Services GmbH. Das Unternehmen war führend unter den europäischen IT-Service-Anbietern und gehörte zu den Top 5 weltweit. Mit einem Volumen von 850 Millionen Euro handelte es sich um eine der größten französisch-deutschen Transaktionen. Ein Jahr später nahm Atos die Rechtsform Societas Europaea (SE) an, woraus zwei Firmenhauptsitze entstanden – in Bezons bei Paris und München. Atos ist heute der größte europäische IT-Dienstleister.
Thierry Breton nahm an weiteren Projekten europäischer Institutionen teil, bei denen die deutsch-französische Partnerschaft eine zentrale Rolle spielte. So führte er zusammen mit Jim Hagemann Snabe, dem damaligen Co-CEO des Marktführers für Unternehmenssoftware SAP, den Vorsitz bei der European Cloud Partnership (2012–2014) der Europäischen Kommission.
Im Mai 2014 leitete Thierry Breton die freundliche Übernahme des französischen IT-Unternehmens Bull ein. Dadurch wurde Atos in den Bereichen Big Data und Cybersecurity führend unter den europäischen Unternehmen und weltweit. Durch diese Übernahme konnte sich das Unternehmen im Bereich Supercomputer positionieren und stieg zum einzigen europäischen Hersteller in dieser Sparte auf. Am Tag der Ankündigung der Übernahme stieg der Aktienkurs von Atos um 6,2 Prozent, der von Bull um 21,9 Prozent. Sechs Monate später kündigte Thierry Breton die Übernahme des IT-Outsourcing-Geschäfts von Xerox sowie eine strategische Partnerschaft mit dem amerikanischen Konzern an. Diese Akquisition wurde vom Aktienmarkt positiv aufgenommen und machte Atos zu einem der fünf größten digitalen Unternehmen weltweit. Innerhalb von sechs Jahren hatte das Unternehmen seinen Umsatz verdoppelt und einen Personalstamm von rund 100.000 Mitarbeitern erreicht.
Nach einem Interview mit dem Wall Street Journal im Jahr 2011 erlangte Thierry Breton globale Aufmerksamkeit: Er nannte den internen E-Mail-Verkehr the pollution of the information age und erklärte, diesen bei Atos innerhalb von 18 Monaten zu verbannen (auch bekannt als Zero-Email™ Strategie). Stattdessen solle eine Reihe von Anwendungen wie Enterprise Social Networks, Enterprise Instant Messaging und Kollaborationswerkzeuge eingeführt werden. Diese wurden, teils inhouse und teils von externen Dienstleistern entwickelt.
Für sein Unternehmens-Management wählte die französische Finanzzeitung Les Échos Thierry Breton im Jahr 2012 zum „Strategist of the Year“. Im Mai 2015 stieg die Marktkapitalisierung des Unternehmens auf 7,29 Milliarden Euro an, ein Zuwachs von mehr als 5 Milliarden Euro verglichen mit dem Zeitpunkt, als Thierry Breton im November 2008 die Geschäfte übernahm. Der Marktanteil von Atos wuchs in fünf Jahren um 268 Prozent.

### Politik

#### Finanzminister
Am 24. Februar 2005 wurde Thierry Breton als Nachfolger des französischen Ministers für Wirtschaft, Finanzen und Industrie Hervé Gaymard ins Kabinett von Premierminister Jean-Pierre Raffarin (UMP) berufen. Auch der folgenden Regierung unter Premier Dominique de Villepin gehörte er bis zum 17. Mai 2007 an, als wie in Frankreich üblich mit der Amtszeit von Präsident Jacques Chirac automatisch auch die der Regierung endete. Schwerpunkt seiner Politik war es, das öffentliche Defizit zu einer Zeit zu reduzieren, in der sämtliche Einkommenssteuereinnahmen zur Zahlung von Schuldzinsen aufgewendet werden mussten. Als er Mitglied der Regierung wurde, lag der Schuldenstand Frankreichs bei 66,4 % des BIP. Innerhalb von zwei Jahren verminderte er die öffentlichen Schulden von 66,4 % des BIP um 2,7 PP – der bedeutendste Rückgang, der französischen Wirtschaftsgeschichte der jüngsten Zeit. Darüber hinaus schuf er wieder Überschüsse – ohne Tilgung öffentlicher Schuldzinsen – im Staatshaushalt.

#### EU-Kommissar
Im Oktober 2019 wurde Thierry Breton von Staatspräsident Emmanuel Macron als Ersatz für die abgelehnte Kandidatin Sylvie Goulard für den Posten des französischen EU-Kommissars nominiert; im November 2019 bestätigte ihn der europäische Rechtsausschuss mit 12 zu 11 Stimmen. Er wurde somit am 1. Dezember 2019 Kommissar für Binnenmarkt und Industriepolitik mit Rang eines geschäftsführenden Vizepräsidenten in der Kommission von der Leyen I. Kritiker nannten einen möglichen Interessenkonflikt mit seiner ehemaligen Funktion bei Atos, Befürworter hielten ihn wegen seiner wirtschaftlichen Erfahrung für geeignet. Während der Amtszeit wurde seine Zuständigkeit auf die Bereiche Verteidigung und Raumfahrt erweitert. 
Im Juli 2024 nominierte Macron ihn für eine zweite Amtszeit in der Kommission von der Leyen II. Am 16. September 2024 gab Breton seinen Rücktritt als EU-Kommissar bekannt. Dabei warf er Kommissionspräsidentin von der Leyen vor, Frankreichs Regierung aus persönlichen Gründen gebeten zu haben, ihn nicht als Kandidaten zu nominieren. Staatspräsident Macron schlug noch am selben Tag den französischen Außenminister Stéphane Séjourné als Ersatz vor.

### Akademische Laufbahn
Zwischen 1997 und 2005 war Breton Präsident der Université de technologie de Troyes in Frankreich. Nachdem er 2007 die Regierung verlassen hatte, war er Professor an der Harvard Business School (2007–2008), wo er Leadership und Corporate Accountability (LCA) unterrichtete. 

## Ehrenzeichen und Auszeichnungen
Breton ist Offizier der Légion d’honneur und Kommandeur des Ordre national du Mérite. Er ist ebenfalls Mitglied von Le Siècle. Für seine Verdienste für das Land Senegal erhielt er die senegalesische Staatsbürgerschaft. Zudem erhielt er folgende weitere internationale Würdigungen und Auszeichnungen:

### Ehrenzeichen
- 2012: Großoffizier des nationalen Verdienstordens (Ordre national du Mérite), Frankreich.
- 2010: Kommandeur des Orden Ouissam Alaouite, Marokko.
- 2008: Offizier der nationalen Légion d’honneur, Frankreich.
- 2006: Großkreuz des Verdienstordens Order of Merit (Al Merito de Chile), Chile.
- 2006: Großoffizier des nationalen Ordens vom Kreuz des Südens (Ordem Nacional do Cruzeiro do Sul), Brasilien.
- 2006: Kommandeur des zivilen Verdienstordens (Orden del Mérito Civil), Spanien.
- 2004: Kommandeur des nationalen Verdienstordens (Ordre national du Mérite), Frankreich.
- 2001: Ehrenbürger der Stadt Foshan, Provinz Guangdong, Volksrepublik China.

### Auszeichnungen
- 2012: Strategist of the Year 2012, Paris, Frankreich.
- 2004: European Business Leader of the Year, London, Großbritannien.
- 2003: Financier of the Year, ANDESE (National Association of PHDs in Economics and Business Administration), Paris, Frankreich.
- 2000: Strategist of the Year 2000, Paris, Frankreich.
- 1998: Global leader of tomorrow, World Weltwirtschaftsforum, Davos, Schweiz.
- 1988: The outstanding young person of the world (TOYP), Jaycees, Sydney, Australien.
- 1988: Man of the Year, Young Economical Chambers (Jeunes chambres économiques françaises), Paris, Frankreich.

## Veröffentlichungen
Breton ist Autor zahlreicher Bücher über Informationstechnologie und Wirtschaft sowie Mitautor eines Romans über den Cyberspace.
- 1984: Computer-Krieg, Das Auftauchen von Computerviren als Massenvernichtungswaffe (Softwar – La Guerre douce), Thierry Breton – Denis Beneich, éd. Robert Laffont, Paris (übersetzt in 25 Ländern)
- 1985: Vatican III, Das Entstehen einer Welt auf der Grundlage informationsbasierter Gemeinschaften, Thierry Breton, éd. Robert Laffont, Paris
- 1987: Netwar, Der Krieg der Netzwerke (La guerre des réseaux), Thierry Breton, éd. Robert Laffont, Paris
- 1991: La Dimension invisible, Das Entstehen der Informationsgesellschaft (Le défi du temps et de l’information), Thierry Breton, éd. Odile Jacob, Paris
- 1992: La Fin des illusions, Das Ende des Geek-Zeitalters, Thierry Breton, Plon, Paris
- 1993: Le Télétravail en France, Eine frühe Beschreibung der Telearbeit in Frankreich, Thierry Breton, La Documentation française, Paris
- 1994: Le Lièvre et la Tortue, Frankreich und die Wissensrevolution, Thierry Breton – Christian Blanc, éd. Plon, Paris
- 1994: Les Téléservices en France, Eine frühe Beschreibung der Internet-Welt, Thierry Breton, La Documentation française, Paris
- 2007: Antidette, Möglichkeiten zur Senkung der übermäßigen Ausgaben und der enormen Schulden Frankreichs, Thierry Breton, Plon, Paris